# Ária (Argolide)
Ária (grec moderne : Άρια) est une localité située dans le dème des Naupliens, dans le district régional d'Argolide, dans la périphérie du Péloponnèse, en Grèce.
Selon le recensement de 2021, elle compte 3 529 habitants.